# 2316 Джо-Ен
2316 Джо-Ен (2316 Jo-Ann) — астероїд головного поясу, відкритий 2 вересня 1980 року.
Тіссеранів параметр щодо Юпітера — 3,475.